# 莫特羅尼夫卡
48°33′43″N 33°55′39″E / 48.56194°N 33.92750°E
莫特羅尼夫卡（烏克蘭語：Мотронівка），是烏克蘭中部的村莊，隸屬第聶伯羅彼得羅夫斯克州的卡姆揚斯凱區。該村距離新甘尼夫卡1公里，海拔高度156米，2001年人口167。